# Трохимбрід
Трохимбрід — єврейське містечко, яке існувало в Західній Україні з кінця XIX століття до 1942 року. Було розташоване за 30 кілометрів на північний схід від Луцька, недалеко від іншого єврейського містечка Лозішт. Також відоме як Софіївка, (пол. Zofiówka), на честь російської царівни Софії, яка дозволила створити в цьому місці єврейське поселення. Координати 50°55′12″ пн. ш. 25°42′00″ сх. д. / 50.92000° пн. ш. 25.70000° сх. д.

## Історія
Трохимбрід був заснований в 1835 році як село, що виросло потім в невелике містечко. Населення зросло до 1200 осіб (235 сімей) в 1889 році і до 1 580 осіб в 1897 році.
У ході Радянсько-Польської війни містечко відійшло до Польщі. У 1929 р. на Софіївку поширені правила міської забудови. До 1938 року єврейське населення зросло до 3 000 осіб. Більша частина населення займалася сільським господарством та дубленням шкір.
У Трохимброді було сім синагог. У 1940 році разом зі всією Західною Україною містечко за пактом Молотова — Ріббентропа відійшло до Радянського Союзу. У той час рабином був Герш Вейсман. Комуністи заслали його до Сибіру після того, як звинуватили його в участі в підпільній торгівлі сіллю.

## Трохимбрідське гето
Коли пізніше нацисти окупували Україну, вони створили в Трохимброді гето, куди звезли євреїв з сусідніх міст і сіл. Трохимбрідське гето ліквідовали самі нацисти в серпні та вересні 1943 року. Більшість євреїв Трохимброду, а також сусідніх містечок були вбиті німцями і поліцаями з місцевого неєврейського населення. Втекти з гетто вдалося не більше, ніж 200 євреям. Їм допомогли партизани із сусіднього села Клубочин. За допомогу цим партизанам і євреям німці та поліцаї розстріляли 137 жителів села Клубочин і близько 50 мешканців тоді польського села Обірки, включаючи дітей. Сам Трохимбрід був повністю спалений і зараз на цьому місці залишився тільки ліс та поле.
Деяким місцевим жителям вдалося уникнути страти. Наприкінці війни в живих залишилося за різними даними від 33 до 40 місцевих жителів. Всі вони були знайдені в околицях Луцька.

## Трохимбрід у художній літературі
Вперше в художній літературі Трохимбрід з'явився у 2002 році в романі Джонатана Сафрана Фоера «Все ясно» (англ. Everything Is Illuminated). 2005 року за романом Лев Шрайбер зняв однойменний фільм.
Історія Фоера описує події в селі між 1791 роком, до якого належить перша згадка про Трохимбрід, до 1941 року, коли він був зруйнований під час війни. Герой роману приїхав в Україну, щоб знайти українську жінку, на ім'я Августина, яка врятувала життя його дідуся.